# Giáo dục Waldorf
Giáo dục Waldorf là một phương thức giáo dục dựa vào lý thuyết nuôi dạy trẻ của triết gia người Áo Rudolf Steiner.

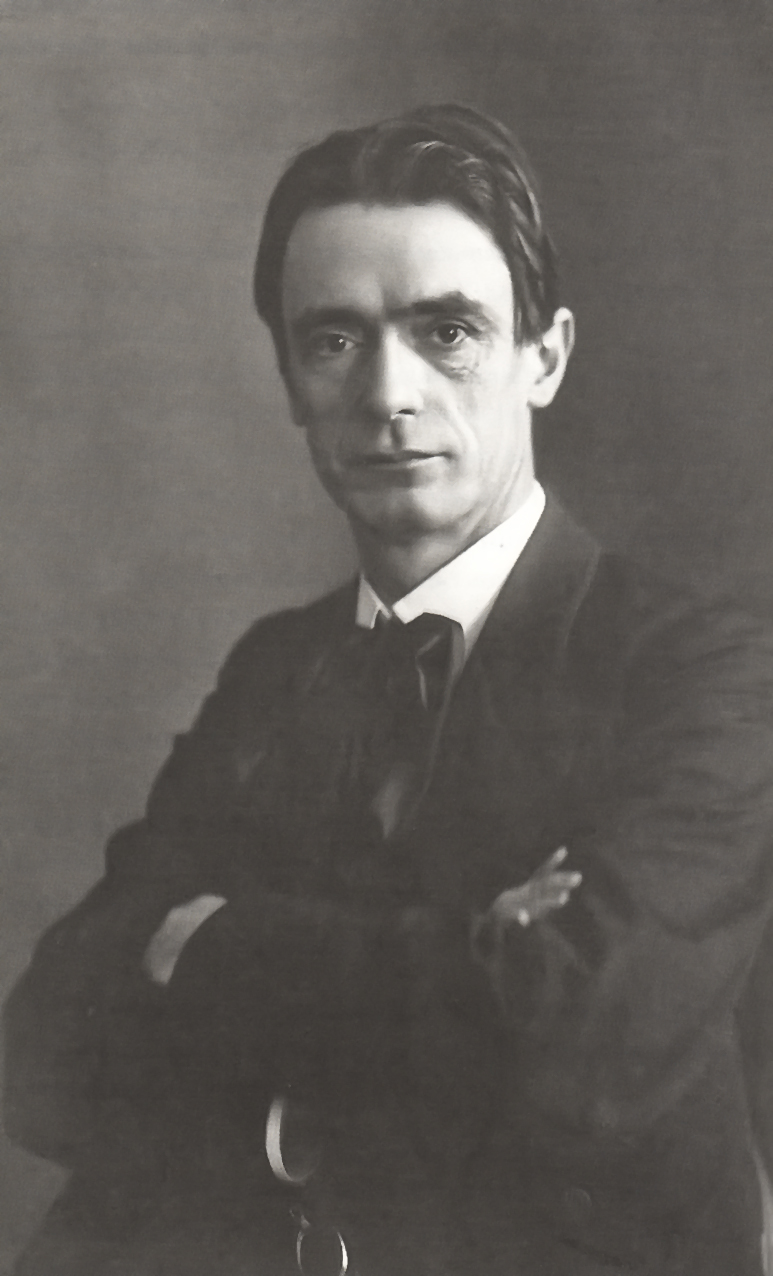
Rudolf Steiner năm 1905

Việc học ở đây sử dụng nhiều phương pháp suy nghĩ, hay ít nhất nó là phương thức của những môn học khác nhau kết hợp với thực hành, nghệ thuật hay những yếu tố thuộc về nhận thức . Giáo dục Waldorf đặc biệt nhấn mạnh vai trò của trí tưởng tượng, phát triển suy nghĩ bao gồm những yếu tố sáng tạo cũng như phân tích . Mục đích của phương thức giáo dục này là cung cấp cho trẻ một nền tảng cơ bản cho sự phát triển đạo đức, thành một cá thể toàn vẹn và góp phần hoàn thiện số phận của nó . Nhà trường cũng như giáo viên có tự do nhất định trong việc đưa ra chương trình dạy học . Trường  học Waldorf đầu tiên được thành lập vào năm 1919 cho con em những người công nhân làm việc trong nhà máy thuốc lá Waldorf-Astoria ở Stuttgart (Đức). Đến năm 2009 đã có khoảng 994 trường học Waldorf ở 60 quốc gia khác nhau trên thế giới  và  đến năm 2001 có khoảng 1400 nhà trẻ cũng như 120 viện nghiên cứu phương thức giáo dục đặc biệt này . Ngoài ra cũng có rất nhiều trường công và trường tư thục dựa trên mô hình trường Waldorf, những ý tưởng của Waldorf cũng được áp dụng ít hay nhiều trong việc mở rộng các mô hình  trường học tại Mỹ ngày nay.

## 1. Giáo dục học và lý thuyết về sự phát triển của trẻ em

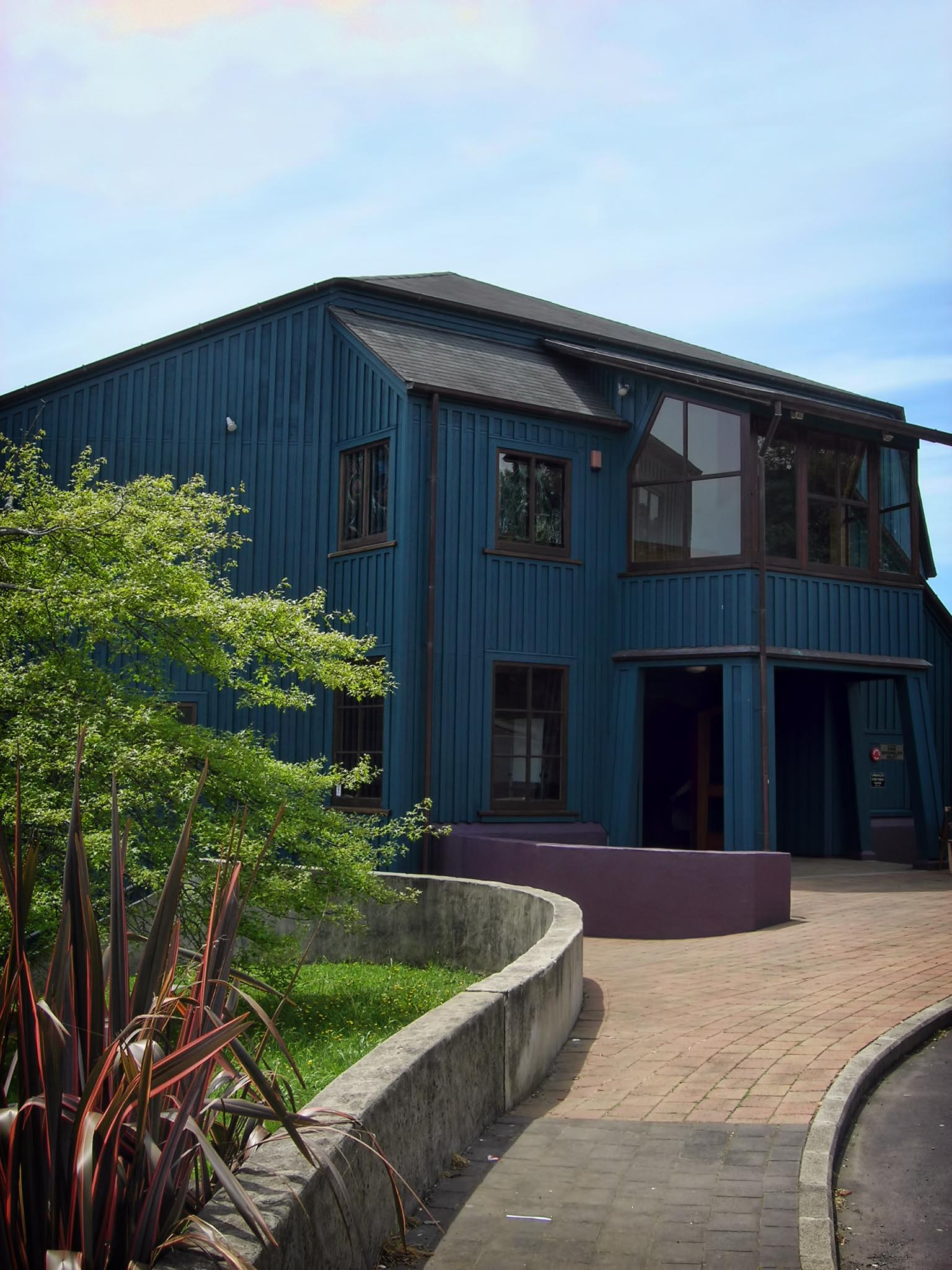
Michael Park Rudolf Steiner School in Auckland

Cấu trúc của phương thức giáo dục Waldorf dựa trên lý thuyết dạy học  của Steiner về sự phát triển của trẻ em. Lý thuyết này miêu tả 3 quá trình phát triển chính của trẻ, mà mỗi quá trình đòi hỏi những phương pháp giáo dục riêng :
Việc học từ thời thơ ấu chủ yếu dựa trên những điều trải qua, việc bắt chước và cảm giác. Việc giáo dục thời kỳ này đặc biệt nhấn mạnh việc học thông những hoạt động thức tế của trẻ .
Việc học (giai đoạn trẻ từ 7-14 tuổi) được so sánh giống như một thứ nghệ thuật và sáng tạo. Trong những năm này việc giáo dục nhấn mạnh việc phát triển cuộc sống tình cảm, cảm xúc nghệ thuật của đứa trẻ thông qua những cách biểu hiện và thị giác khác nhau đối với nghệ thuật .
-Trong quá trình trưởng thành, tầm quan trọng trong sự phát triển hiểu biết trí óc và lý tưởng đạo đức (ví dụ như trách nhiệm xã hội) có vai trò đặc biệt đối với sự phát triển khả năng suy nghĩ trừ tượng,  ý kiến, và các khái niệm 
Trường học Waldorf cũng có những nguyên tác giống như nhiều trường học khác nhưng bên cạnh đó nó cũng có những phương pháp riêng trong việc giảng dạy của mình. Đặc biệt những trường học dạy theo phương pháp Waldorf được tài trợ bởi chính phủ có thể bị đòi hỏi tuân theo một chương trình hợp nhất trong giảng dạy
1.1 Giai đoan từ lúc sinh ra đến lúc đi nhà trẻ (6-7) tuổi.
Trường học Waldorf đặt vấn đề học từ giai đoạn thời thơ ấu thông qua sự bắt chước và ví dụ. Trẻ được học trong một môi trường lớp học giống như ở nhà, mà ở đó các cả thiết bị được làm từ tự nhiên. Một môi trường như thế theo lý thuyết giáo dục của Waldorf là tốt cho sự phát triển về thể chất, cảm xúc, cũng như trí óc của đứa trẻ. Những trò chơi ngoài trời cũng được áp dụng một cách rộng rãi trong trường học với mục đích là để cung cấp cho đứa trẻ những sự trải nghiệm của tự nhiên, thời tiết và mùa trong  năm. Trong những ngôi trường Waldorf thì việc phát triển khả năng ngôn ngữ của trẻ là thông qua những bài hát, bài thơ hay trò chơi vận động. Những điều này bao gồm cả thời gian kể chuyện hàng ngày của giáo viên. Dụng cụ đồ chơi được làm từ những nguồn tụ nhiên có thể biến đổi cho những mục đích khác nhau. Những con búp bê của trường Waldorf thường được làm một cách đơn giản để trẻ có thể sử dụng và củng cố khả năng sáng tạo cũng như trí tưởng tượng của nó. Trường học Waldorf  không khuyến khích nhà trẻ và học sinh các lớp tiểu học sử dụng những thiết bị điện tử như là tivi, máy tính hay băng đĩa nhạc vì họ tin rằng những điều này là không có lợi cho sự phát triển của đứa trẻ trong những năm đầu này. Sự giáo dục cũng nhấn mạnh những trải nghiệm sớm cho trẻ thông qua những hoạt động hàng ngày trong cuộc sống bao gồm lễ hội..
1.2.  Giáo dục phổ thông từ 6/7- 14 tuổi. 
Trong những ngôi trường Waldorf thì trẻ bắt đầu học tiểu học khi gần 7 tuổi hoặc được 7 tuổi. Trường tiểu học tập trung vào một chương trình giảng dạy dựa vào nghệ thuật để phát triển trí óc, nó bao gồm những môn nghệ thuật thuộc về thị giác, kịch, các môn di chuyển nghệ thuật, âm nhạc với các dụng cụ hoặc là giọng hát . Trong những năm tiểu học trẻ thường được học 2 ngoại ngữ. Xuyên suốt những năm tiểu học, những khái niệm đầu tiên được giới thiệu thông qua những câu chuyện hay hình ảnh, những giới thiệu về giáo dục được kết hợp cùng với những tác phẩm nghệ thuật hay âm nhạc. Ở đây có sự phụ thuộc rất nhỏ vào các quyển sách chuẩn, thay vào đó mỗi đứa trẻ có điều kiện để phát huy tính tự sáng tạo 
Một ngày học thường được bắt đầu bằng một tiếng rưỡi tới 2 tiếng học lý thuyết về một đề tài, mà đề tài này thường được kéo dài trong một khoảng thời gian (1 tháng rưỡi đến 2 tháng. Một điều đặc biệt của trường Waldorf là mỗi giáo viên sẽ theo một lớp trong suốt những năm tiểu học để dạy những kiến thức cơ bản nhất . Giáo viên của trường Waldorf sử dụng khái niệm của 4 tính khí để giúp cho việc phân tích, hiểu, liên kết với cách cư xử cũng như tính cách của đứa trẻ dưới sự dạy dỗ của họ. Bốn tính cách: nóng giận, phớt lờ (lạnh lùng), sầu muộn và lạc quan được coi như đặc trưng cho bốn tính cách của con người và mỗi bản tính có phương thức riêng để trao đổi và liên lạc với thế giới bên ngoài. Việc giáo dục của Waldorf cho phép sự khác nhau dựa trên mỗi cá nhân trong việc học, với sự mong đợi rằng một đứa trẻ sẽ nắm chặt được một khái niệm hay đạt được một kỹ năng khi mà nó đã sẵn sàng. Ở đây yếu tố hợp tác là được đề cao hơn yếu tố cạnh tranh. Phương pháp giáo dục này cũng đề cao việc mở rộng giáo dục thể chất, thể thao đồng đội hay cạnh tranh ở những lớp cao hơn.
1.3.  Giáo dục trung học 
Hầu hết các trường Waldorf, học sinh học trung học khi bước sang tuổi 14. Ở đây mỗi môn học sẽ có một giáo viên chuyên ngành về môn đó giảng dạy. Việc giáo dục bây giờ tập trung hơn vào các môn khoa học, nhưng học sinh vẫn có thơi gian để tham gia vào các hoạt động văn hoá, nghệ thuật, âm nhạc và học nghề. Học sinh được khuyến khích phát triển lối suy nghĩ riêng và sáng tạo của riêng mình. Chương trình giảng dạy được tổ chức để giúp sinh viên phát triển một giác quan về năng lực, trách nhiệm và mục đích, để nâng cao một sự hiểu biết về nguyên tắc đạo đức, và để xây dựng tính cách có trách nhiệm xã hội .

## 2. Những vấn đề thuộc về tổ chức và kỷ luật của trường Waldorf
Mỗi trường học Rudolf Steiner là một tổ chức tự trị mà được tổ chức dựa trên tình tự trị thân thiện, ở đó là không có sự quản lý  mà ta thường thấy. 
Những quyết định về giáo dục và tổ chức được quyết định bởi cuộc họp giáo viên hàng tuần cùng với sự tham gia của giám đốc điều hành và nhân viên y tế của trường. Sau đó những lĩnh vực đặc biệt trong công việc lại được chia nhỏ hơn trong các nhóm. Giám đốc điều hành là người chịu trách nhiệm về vấn đề kinh tế. Ngoài ra trong trường còn có những tổ chức hội đặc biệt mà người tham gia thường là phụ huynh học sinh.

## 3. Tính sáng tạo và tính nghệ thuật trong trường học Waldorf
Một nghiên cứu về khả năng vẽ tranh giữa trẻ em của trường Waldorf và các trường khác đã chỉ ra rằng: Cách dạy nghệ thuật ở trường Waldorf không chỉ tạo cho trẻ một khả năng sáng tạo hơn trong bản vẽ cũng như cách dùng màu mà các bản vẽ còn chi tiết và chính xác hơn . Các nghiên cứu khác cũng chỉ ra rằng học sinh Waldorf có điểm số cao hơn trong các kỳ kiểm tra Creative Thinking Ability hơn là các học sinh ở các trường công lập . 
Một ví dụ khác về sự thành công của giáo dục Waldorf là trường T.E. Mathews Community ở Yuba Counti, California dành cho những học sinh không có khả năng. Ngôi trường này chuyển sang phương pháp Steiner vào những năm 90. Năm 1999 nghiên cứu đã chỉ ra rằng học sinh ở đây trở nên tiến bộ trong việc nghe giảng, và vì thế có kết quả tốt hơn trong việc học cũng như các mối quan hệ xã hội trở nên tốt hơn . Nghiên cứu này cũng chứng minh sự kết hợp hiệu quả giữa các tiết học cũng như các hoạt động khác, đó là cách tốt nhất để học sinh phát triển khả năng của mình. Nghiên cứu cũng chỉ ra những tiến bộ của học sinh trong việc học toán, tính cộng đồng..
Giáo sư Robert Peterkin coi giáo dục Waldorf như là một phương pháp giáo dục mà có thể áp dụng cho tất cả học sinh . 
Thomas Nielsen cân nhắc những cách tiếp cận trong phương pháp dạy học sáng tạo của Waldorf (kể chuyện, nghệ thuật, thảo luận và sự cảm thông) có những tác động theo hướng khuyến khích đối với sự phát triển về thẩm mỹ, tinh thần, thể lực và trí óc và có đề nghị là những môn này nên được dùng trong hướng đào tạo chủ đạo 
Một vài phương pháp giáo dục của Waldorf cũng được tiếp thu bởi những giáo viên của cả trường tư và trường công. 
Giáo dục Waldorf khuyến khích việc dạy học theo phương thức truyền miệng, việc tập đọc và tập viết được hoãn lại cho đến khi trẻ 7 tuổi . Trong khi học sinh ở các trường khác thì ngay ở những lớp học đầu tiên đã có thể đọc bài một cách rất tốt thậm chí ngay từ khi còn đi nhà trẻ, trong khi học sinh Waldorf thi mãi đến năm lớp 3 mới biết đọc. Nhưng giáo viên tại trường Waldorf không lo lắng về điều đó. Kết hợp cùng với những điều khác biệt khác của Waldorf, ví dụ như học sinh đi học muộn hơn một năm so với bình thường, điều này có nghĩa là học sinh mãi tới năm 9 hoặc 10 tuổi mới biết đọc, chậm hơn một vài năm so với người cùng lứa tuổi. 
Chính vì thế mà không có gì ngạc nhiên khi nhiều phu huynh học sinh tỏ ra lo lắng. Họ cho con chuyển trường vì mãi tới năm lớp 3 mà đứa trẻ mới biết đọc. Trước khi dạy trẻ cách phát âm và nhận mặt chữ thì ở trường Waldorf bọn trẻ được học cách yêu ngôn ngữ. Điều này dường như là rất hiệu quả ngay cả trong các trường công. Barbara Warren một giáo viên tại trường  John Morse ở Sacramento nói rằng, sau 2 năm ứng dụng phương pháp dạy học Waldorf ở học sinh lớp 4 của cô(mà đa phần là người thiểu số)  thì số học sinh có thể đọc kha lên tăng từ 45% đến 85%: „ Tôi bắt đầu dừng việc bắt các em đọc nhiều, thay vào đó tôi hay kể chuyện hay đọc thơ cho các em nghe và chúng trở nên rất thích nghe chuyện. Nhiều phụ huynh nói rằng con của họ ở đây có thể là học đọc chậm hơn so với các học sinh khác nhưng chúng bắt kịp rất nhanh ở lớp 3 hoặc 4 và có được những kết quả đáng khen . Một nghiên cứu khác của Sebastian Suggate tim kiếm sự khác biệt giữa việc học từ năm 5 tuổi và năm 7 tuổi, nhưng không tìm thấy có sự khác biệt nào. Tiến sĩ Suggate tiến hành hai cuộc nghiên cứu, một ở nhiều quốc gia  so sánh giữa học sinh ở trường Waldorf và học sinh ở trường quốc lập. Mặc dù học sinh ở trường Waldorf học đọc muộn hơn (năm 7 tuổi) so với học sinh khác (năm 5 tuổi) nhưng học sinh Waldorf bắt kịp rất nhanh sau đó đặc biệt vào giai đoạn khi được 11 tuổi . 
Trên thực tế có rất nhiều người là diễn viên, ca sĩ, đạo diễn nổi tiếng ở khắp mọi nơi trên thế giới là được giáo dục ở những ngôi trường Waldorf 

## 4. Các nghiên cứu về giáo dục Waldorf tại một số nước
Tại Úc: 
Một nghiên cứu rộng khắp với nhiều sinh viên tại 3 trường học Steiner lớn nhất ở Úc được đảm nhận bởi Jennifer Gidley  vào những năm 90 nghiên cứu quan điểm và cách nhìn nhận nhận của những sinh viên học tại Steiner về tương lai...
Những phát hiện được tóm tắt dưới đây được rút ra từ một vài nghiên cứu trong một số lĩnh vực  của sinh viên lúc đó:
-Sinh viên Waldorf có khả năng phát triển một cách dồi dào và chi tiết hơn về tương lai của họ hơn là những sinh viên khác.
- Khoảng ¾ sinh viên có khả năng tưởng tưởng ra rằng sẽ có những sự phát triển tích cực  trong tương lai ở lĩnh vực phát triển kinh tế và con người. Trong khi đó 2/3 tin rằng sẽ có những thay đổi khả quan trong lĩnh vực phát triển môi trường.
- Xã hội là cách tốt nhất để giải quyết các vấn đề hơn là theo con đường kĩ thuật.
-Trong một xã hội được mường tượng là không có chiến tranh thì những tưởng tượng của họ chủ yếu liên quan đến những sự cải tiến trong mối quan hệ giữa người với người và giải quyết sự mâu thuẫn thông qua giao tiếp hơn là ngồi tưởng tượng đơn thuần với các hình ảnh. 
-75% sinh viên có rất nhiều sáng kiến về những gì cần thay đổi cần thiết cho  sự phát triển của con người, nó bao gồm những chính sách thay đổi tích cực, những thay đổi giá trị về tinh thần, chăm sóc và giáo dục 
- Không giống  như nhiều sinh viên khác lo lắng về sự phá hoại môi trường, sự bất công hay sự đe dọa của chiến tranh, hầu hết các sinh viên của Steiner đều có niềm tin sáng tạo nên một tương lại mà họ mong muốn. 
- Một điều thú vị là không có sự khác biệt về giới tính trong những hình dung về tương lai cũng như trong sự giàu nghèo của sinh viên. 
- Một nghiên cứu tại Úc đã chỉ ra rằng sinh viên tại các trường Waldorf là có kết quả tốt hơn các sinh viên khác trong các lĩnh vực thuộc về con người và khoa học. 
Vào năm 2008 Hiệp Hội Các Trường Waldorf ở Úc đã tài trợ cho dự án nghiên cứu các mối quan hệ giữa giáo dục Steiner và các thuyết trình giáo dục liên quan trong thế kỷ 21. Báo cáo này có tên là Turning Tides: Creating Dialogue between Rudolf Steiner and 21st Century Acdamic Discoures